# Wereldkampioenschap volleybal mannen
Het wereldkampioenschap volleybal voor mannen is het vierjaarlijks mondiaal kampioenschap voor landenteams. Het toernooi wordt georganiseerd door de Fédération Internationale de Volleyball en werd voor het eerst in 1949 gehouden.

## Geschiedenis
De eerste editie van het WK voor mannen vond plaats in 1949 in Tsjecho-Slowakije. De Sovjet-Unie werd de eerste wereldkampioen. In totaal wonnen de Sovjets zes keer het wereldkampioenschap, waardoor ze meer dan twintig jaar na het uiteenvallen van het land nog steeds onbedreigd aan de leiding gaan in het eeuwige landenklassement.

## Erelijst
| Jaar | Plaats             | Goud              | Zilver            | Brons            |
| ---- | ------------------ | ----------------- | ----------------- | ---------------- |
| 1949 | Tsjecho-Slowakije  | Sovjet-Unie       | Tsjecho-Slowakije | Bulgarije        |
| 1952 | Sovjet-Unie        | Sovjet-Unie       | Tsjecho-Slowakije | Bulgarije        |
| 1956 | Frankrijk          | Tsjecho-Slowakije | Roemenië          | Sovjet-Unie      |
| 1960 | Brazilië           | Sovjet-Unie       | Tsjecho-Slowakije | Roemenië         |
| 1962 | Sovjet-Unie        | Sovjet-Unie       | Tsjecho-Slowakije | Roemenië         |
| 1966 | Tsjecho-Slowakije  | Tsjecho-Slowakije | Roemenië          | Sovjet-Unie      |
| 1970 | Bulgarije          | Oost-Duitsland    | Bulgarije         | Japan            |
| 1974 | Mexico             | Polen             | Sovjet-Unie       | Japan            |
| 1978 | Italië             | Sovjet-Unie       | Italië            | Cuba             |
| 1982 | Argentinië         | Sovjet-Unie       | Brazilië          | Argentinië       |
| 1986 | Frankrijk          | Verenigde Staten  | Sovjet-Unie       | Bulgarije        |
| 1990 | Brazilië           | Italië            | Cuba              | Sovjet-Unie      |
| 1994 | Griekenland        | Italië            | Nederland         | Verenigde Staten |
| 1998 | Japan              | Italië            | Joegoslavië       | Cuba             |
| 2002 | Argentinië         | Brazilië          | Rusland           | Frankrijk        |
| 2006 | Japan              | Brazilië          | Polen             | Bulgarije        |
| 2010 | Italië             | Brazilië          | Cuba              | Servië           |
| 2014 | Polen              | Polen             | Brazilië          | Duitsland        |
| 2018 | Bulgarije & Italië | Polen             | Brazilië          | Verenigde Staten |
| 2022 | Polen & Slovenië   | Italië            | Polen             | Brazilië         |

## Medaillespiegel
| Plaats | Land              | Goud | Zilver | Brons | Totaal |
| 1      | Sovjet-Unie       | 6    | 2      | 3     | 11     |
| 2      | Italië            | 4    | 1      | 0     | 5      |
| 3      | Brazilië          | 3    | 3      | 1     | 7      |
| 4      | Polen             | 3    | 2      | 0     | 5      |
| 5      | Tsjecho-Slowakije | 2    | 4      | 0     | 6      |
| 6      | Verenigde Staten  | 1    | 0      | 2     | 3      |
| 7      | Oost-Duitsland    | 1    | 0      | 0     | 1      |
| 8      | Cuba              | 0    | 2      | 2     | 4      |
| 8      | Roemenië          | 0    | 2      | 2     | 4      |
| 10     | Bulgarije         | 0    | 1      | 4     | 5      |
| 11     | Joegoslavië       | 0    | 1      | 0     | 1      |
| 11     | Nederland         | 0    | 1      | 0     | 1      |
| 11     | Rusland           | 0    | 1      | 0     | 1      |
| 14     | Japan             | 0    | 0      | 2     | 2      |
| 15     | Argentinië        | 0    | 0      | 1     | 1      |
| 15     | Duitsland         | 0    | 0      | 1     | 1      |
| 15     | Frankrijk         | 0    | 0      | 1     | 1      |
| 15     | Servië            | 0    | 0      | 1     | 1      |
| Totaal | Totaal            | 20   | 20     | 20    | 60     |